# Amphoe Song
Amphoe Song (thailändisch อำเภอ สอง, Aussprache: ʔāmpʰɤ̄ː sɔ̌ːŋ) ist der nördlichste Landkreis (Amphoe – Verwaltungs-Distrikt) der Provinz Phrae in Nordthailand.

## Geographie
Benachbarte Landkreise (von Südosten im Uhrzeigersinn): die Amphoe Rong Kwang, Nong Muang Khai und Long der Provinz Phrae, Mae Mo und Ngao der Provinz Lampang, Dok Khamtai und Chiang Muan der Provinz Phayao, sowie Ban Luang und Wiang Sa der Provinz Nan.
Der Nationalpark Mae Yom liegt im Kreis Song.

## Geschichte
Der Landkreis hieß ursprünglich Mueang Song. Im Jahr 1917 wurde er nach dem zentralen Tambon in Ban Klang umbenannt.
Der Kreis wurde im Jahr 1939 von Ban Klang wieder in Song umbenannt allerdings ohne das „Mueang“, da dies den Provinzhauptstädten vorbehalten war.

## Verwaltung

### Provinzverwaltung
Der Kreis ist in acht Kommunen (Tambon) eingeteilt, welche sich weiter in 80 Dörfer (Muban) unterteilen.
| Nr. | Name          | Thai    | Muban | Einw.  |
| --- | ------------- | ------- | ----- | ------ |
| 1.  | Ban Nun       | บ้านหนุน  | 11    | 08.584 |
| 2.  | Ban Klang     | บ้านกลาง | 12    | 07.946 |
| 3.  | Huai Mai      | ห้วยหม้าย | 17    | 08.419 |
| 4.  | Tao Pun       | เตาปูน   | 12    | 08.206 |
| 5.  | Hua Mueang    | หัวเมือง  | 08    | 06.557 |
| 6.  | Sa-iap        | สะเอียบ  | 10    | 05.614 |
| 7.  | Daen Chumphon | แดนชุมพล | 04    | 02.621 |
| 8.  | Thung Nao     | ทุ่งน้าว   | 06    | 03.517 |

### Lokalverwaltung
Es gibt zwei Kleinstädte (Thesaban Tambon) im Bezirk:
- Song (Thai: เทศบาลตำบลสอง) besteht aus Teilen der Tambon Ban Nun und Ban Klang,
- Huai Mai (Thai: เทศบาลตำบลห้วยหม้าย) besteht aus dem gesamten Tambon Huai Mai.

Außerdem gibt es sieben „Tambon Administrative Organizations“ (TAO, องค์การบริหารส่วนตำบล – Verwaltungs-Organisationen) für die Tambon im Landkreis, die zu keiner Stadt gehören.